# Acheilognathus striatus
Acheilognathus striatus är en fiskart som beskrevs av Yang, Xiong, Tang och Liu 2010. Acheilognathus striatus ingår i släktet Acheilognathus och familjen karpfiskar. Inga underarter finns listade i Catalogue of Life.